# 八尾郵便局
八尾郵便局（やおゆうびんきょく）は、大阪府八尾市にある郵便局。民営化前の分類では集配普通郵便局であった。

## 概要
住所：〒581-8799 大阪府八尾市陽光園1丁目5-5

### 併設施設
- ゆうちょ銀行八尾店（大阪支店八尾出張所）：取扱店番号410800

### 分室
分室はなし。過去に存在した分室は以下のとおり。
- 保険分室 - 1953年（昭和28年）に廃止。

## 沿革
- 1872年2月3日（明治4年12月25日） - 八尾郵便取扱所として開設[1]。
- 1875年（明治8年）1月1日 - 八尾郵便局（五等）となる[1]。
- 1885年（明治18年）5月1日 - 貯金取扱を開始。同年12月16日より為替取扱を開始[1]。
- 1897年（明治30年）3月26日 - 八尾郵便電信局（三等）に改称[1][2]。
- 1903年（明治36年）4月1日 - 通信官署官制の施行に伴い八尾郵便局となる[1][3]。
- 1937年（昭和12年）11月11日 - 等級を三等から二等に改定[4]。
- 1941年（昭和16年）1月11日 - 保険分室を設置[5]。
- 1953年（昭和28年）7月20日 - 八尾市八尾から、同市八尾駅前通七丁目に局舎を新築、移転。同日、保険分室を廃止[6]。
- 1956年（昭和31年）10月5日 - 電話通話および和文電報受付事務の取扱を開始。
- 1972年（昭和47年）12月4日 - 八尾市本町三丁目から陽光園一丁目に移転。
- 1993年（平成5年）7月1日 - 外国通貨の両替および旅行小切手の売買に関する業務取扱を開始。
- 2007年（平成19年）10月1日 - 民営化に伴い、併設された郵便事業八尾支店、ゆうちょ銀行八尾店に一部業務を移管。
- 2012年（平成24年）10月1日 - 日本郵便株式会社発足に伴い、郵便事業八尾支店を八尾郵便局に統合。

## 取扱内容

### 八尾郵便局
- 郵便、印紙、ゆうパック、内容証明
- 生命保険、自動車保険、がん保険、引受条件緩和型医療保険、法人経営者向け定期保険、バイク自賠責保険
- 「581-00XX」「581-08XX」区域（八尾市全域）の集配業務
- ゆうゆう窓口

## 風景印
- 図案は高安山気象レーダーと河内音頭を踊る人
- 使用開始日は1978年4月1日～

### ゆうちょ銀行八尾店
- 貯金、貸付、為替、振替、振込、国際送金、外貨両替、トラベラーズチェック、国債、投資信託、変額年金保険
- ATM

## 周辺
- 八尾市役所
- 大阪府立八尾高等学校

## アクセス
- JR関西本線（大和路線） 八尾駅（北口）から徒歩約11分
- 近鉄大阪線 近鉄八尾駅から徒歩約15分
- 近鉄バス 八尾郵便局前停留所下車
- 近畿自動車道 八尾ICから南東へ約2.5km
- 駐車場あり：19台